# 経済産業調査会
一般財団法人経済産業調査会（けいざいさんぎょうちょうさかい、英：Research Institute of Economy, Trade and Industry）は、経済産業施策に関する資料の収集と、施策の普及に関する事業を実施していた法人。元経済産業省所管。

## 概要
経済産業施策に関する資料の収集と、施策の普及・啓蒙を目的としている。東京都に本部、大阪府に支部を置く。
- 東京本部 - 東京都中央区銀座2-8-9 木挽館銀座ビル
- 近畿支部 - 大阪府大阪市中央区谷町1-7-4 ＭＦ天満橋ビル8F

また、以下の付属機関を有する。
- 通商産業政策史研究所 - 通商産業省・経済産業省が過去に実施してきた政策についての調査研究を行う。1984年（昭和59年）10月からの「通商産業政策史」の編纂事業にも協力。

英語略称として"Rieti"を用いるが、RIETIは一般には同じく経済産業省が所管する独立行政法人経済産業研究所の略称として知られている。
2024年（令和6年）3月31日をもって解散した。一部事業は発明推進協会や経済産業統計協会に移管されている。

## 沿革
- 1949年（昭和24年）12月27日 - 財団法人通商産業調査会として設立
- 1974年（昭和49年）5月 - 経済統計情報センター及び産業政策史研究所を設置
- 1984年（昭和59年）12月 - 産業政策史研究所が通商産業政策史研究所に名称変更
- 2000年（平成12年）12月27日 - 財団法人経済産業調査会に名称変更
- 2013年（平成25年）4月 - 一般財団法人へ移行
- 2024年（令和6年）3月31日 - 解散

## 定期刊行物

### 日刊
- 経済産業公報
- 特許ニュース

### 月刊
- 経済産業統計
- 機械統計月報
- 化学工業統計月報
- 資源・エネルギー統計月報
- 商業販売統計月報
- 石油等消費動態統計月報
- eg（電気とガス）